# Štefánikova kasárna
Štefánikova kasárna (nazývaná někdy též Smíchovská kasárna) se nacházela v dnešní soudní budově na adrese Náměstí Kinských 234/5, Praha 5, Smíchov, kde je od 90. let 20. století sídlo Krajského soudu v Praze a původně též Obvodního soudu pro Prahu 5. Kasárna se původně jmenovala Albrechtova kasárna a svůj název v průběhu let měnila. Mezi světovými válkami to byla Štefánikova kasárna, za protektorátu je Němci přejmenovali zpět na Albrechtova kasárna a po druhé světové válce to byla kasárna Fučíkova. Ke generální přestavbě na justiční palác došlo v devadesátých letech dvacátého století.

## Popis

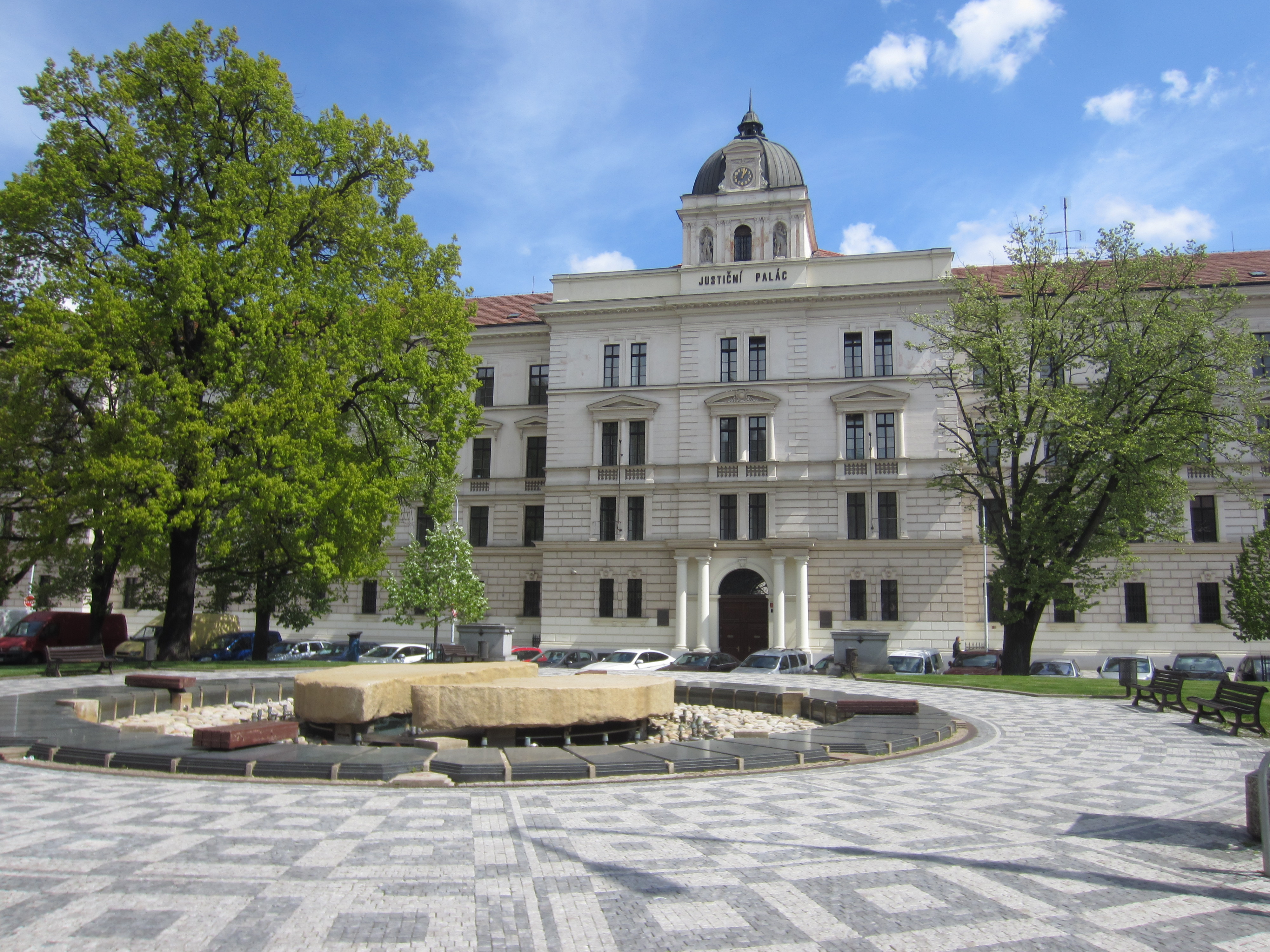
Fontána Propadliště času před justičním palácem

Budova z roku 1892 je charakteristická monumentálním průčelím, které je obráceno do náměstí. Ve středním rizalitu je i portál vjezdu. Vrchol rizalitu je zakončen kopulí s hodinami, pod nimiž se nachází dvojice plastik od vídeňského sochaře Františka Enderse. Celý komplex byl postaven v letech 1892 až 1902 na místě zbouraného hostince Eggenberk, v jehož sále byla založena a působila smíchovská jednota Sokola, a na místě divadelní arény, kterou postavil Pavel Švanda ze Semčic. Dne 29. července 1945 byl před kasárna umístěn jako připomínka osvobození Prahy známý tank číslo 23, později nahrazen fontánou.

## Před pražským květnovým povstáním 1945
V letech předmnichovské republiky tu byl dislokován pěší pluk 5 „T. G. Masaryka“. Za druhé světové války se zde ve „Smíchovských kasárnách“ nalézalo sídlo Inspektorátu I a „hradního“ 1. praporu protektorátního Vládního vojska. Dne 6. srpna 1944 byla v kasárnách otevřena nemocnice Vládního vojska, která sloužila k ošetření vojáků, kteří se vrátili z bojového nasazení v Itálii.
V době před vypuknutím Pražského květnového povstání 1945 navázal budoucí náčelník povstaleckého štábu Vojenského velitelství Velké Prahy „Bartoš“ (VVVP Bartoš) podplukovník generálního štábu František Bürger-Bartoš kontakt se zástupcem náčelníka štábu Inspektorátu I Vládního vojska podplukovníkem generálního štábu Antonínem Šilhavým. S jeho organizační pomocí počítal František Bürger především při vytvoření velkého mobilizačního střediska povstalců ve Štefánikových kasárnách, kde dosud sídlily jen torza 1. praporu Vládního vojska.

## Během pražského květnového povstání 1945
Během Pražského květnového povstání 1945 sehrála Štefánikova kasárna na levém břehu Vltavy důležitou úlohu při koordinaci aktivit povstaleckých sil a to nejen v oblasti tehdejšího IV. policejního úseku (Motol, Košíře, Jinonice, Hlubočepy, Malá Chuchle, Radlice, Smíchov, Malá Strana), ale i na dalších místech Prahy kupříkladu u vinohradského rozhlasu, Staroměstské radnice, Hlavní pošty a jinde. Revolučním velitelem Štefánikových kasáren v květnu 1945 byl major pěchoty Vojtěch Bouzek a jeho zástupcem byl major pěchoty Leopold Rauš.
Ačkoliv byla Štefánikova kasárna ovládána Vládním vojskem (formální opora protektorátní vlády), přesto se stala jedním z hlavních center povstalců, mezi nimiž byli (krom příslušníků Vládního vojska) i odbojáři, bývalí vojáci, legionáři a pražští dobrovolníci. Kasárna se nacházela na strategicky výhodném místě nedaleko Vltavy, u Jiráskova mostu a navíc v místě vyústění hlavní trasy na Plzeň. Do Štefánikových kasáren byly povstalci soustřeďovány ukořistěné zbraně z celého Smíchova, Košíř a Motola. Zde bylo rovněž zbudováno středisko zpravodajské, intendantní, ale i proviantní. Odtud byly vysílány povstalecké posily na další místa v Praze, jenž žádala o vojenskou a materiální pomoc. Ve štábním traktu Štefánikových kasáren byla umístěna i nemocnice. Ta byla původně určena pro příslušníky Vládního vojska, ale během Pražského povstání pak byla využita jako povstalecký lazaret. Tehdy tu bylo ošetřeno celkem 328 zraněných (z toho 253 Čechů).

### Chronologie událostí

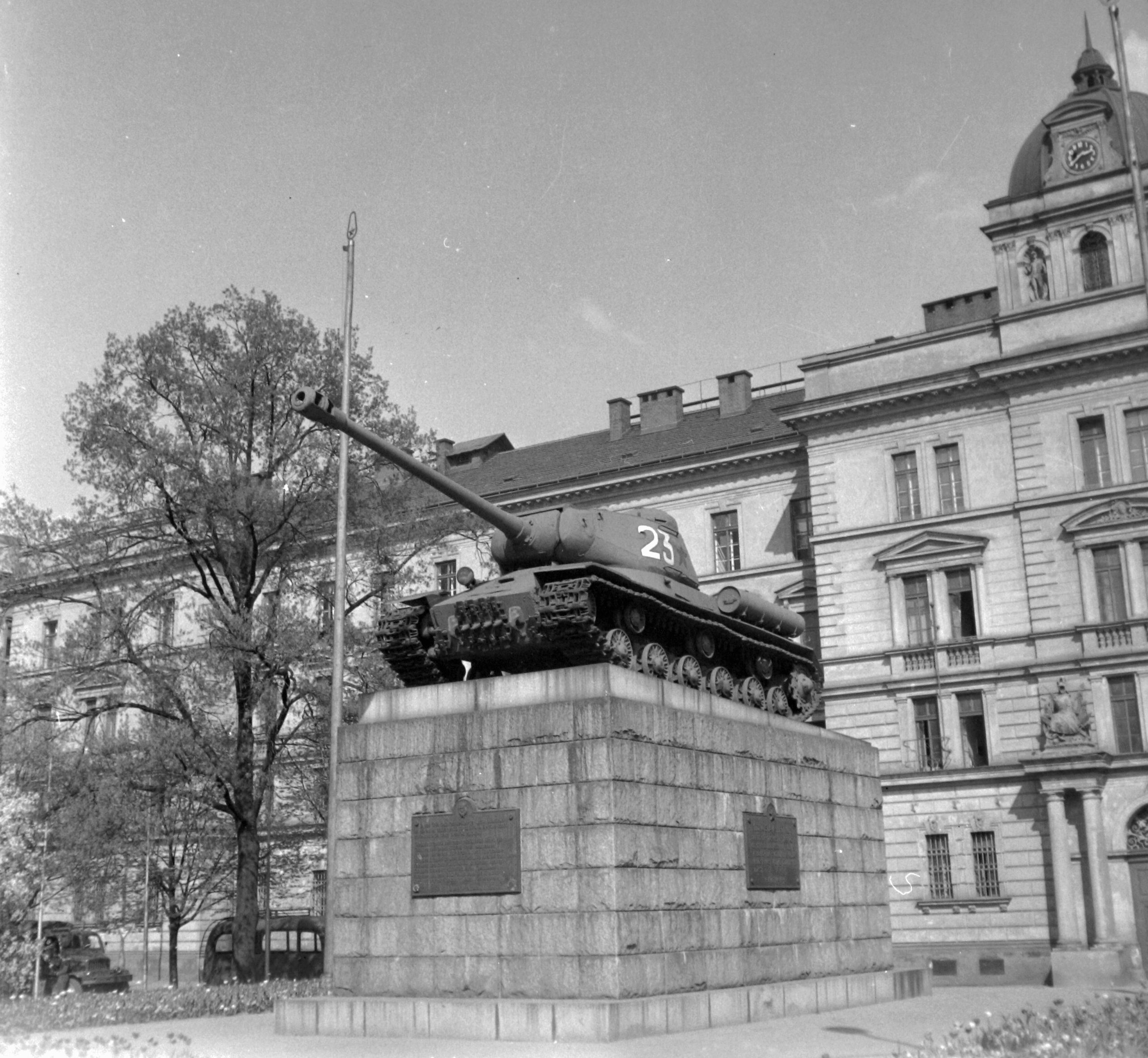
Tank č. 23 před kasárnámi

- Na začátku pražského květnového povstání 1945 působil ze Štefánikových kasáren nadporučík Václav Neubauer. Ten velel povstalecké obrněné jednotce. Ta byla z počátku složena ze dvou nedohotovených německých stíhačů tanků Hetzer a jednoho ukořistěného obrněného transportéru Sd.Kfz 251 s kulometnou výzbrojí.[2]

- V sobotu 5. května 1945 v 10.30 oznámil velitel generálního inspektorátu generál Karel Pražák vojákům Vládního vojska nastoupeným (v počtu asi 150 mužů) na dvoře kasáren, že se stávají součástí československé svobodné armády a podléhají Košické vládě.[2][4] Téhož dne kolem 12.00 bylo ve Štefánikových kasárnách přítomno 11 důstojníků a 220 mužů Vládního vojska, kteří disponovali 117 puškami a 48 revolvery a pistolemi. Kasárna byla schopna vystrojit a vybavit proviantem více než 1000 osob.[2]

- V sobotu 5. května 1945 se jednotka (složená převážně z příslušníků Vládního vojska) vyslaná ze Štefánikových kasáren pokusila zajistit prostory Pražského hradu. Tady ale narazila na tvrdý odpor příslušníků Waffen-SS. Po krátkém boji s Hradní stráží byli povstalci zajati a drženi v internaci v Černínském paláci až do úterý 8. května 1945.[2]

- Dne 6. května 1945 ráno hlásila Štefánikova kasárna, že mají v evidenci 463 mužů a 70 důstojníků. Sestaveno bylo i pět neozbrojených čet v síle asi 200 mužů.[4]

- Dne 6. května 1945 odsud vyrazily povstalecké jednotky směrem na Zlíchov a Zbraslav aby pomohly místním povstalcům v boji proti jednotkám KG Klein.[2]

- Dne 6. května 1945 byla Štefánikova kasárna zasažena bombou z německého letadla.[2]

- Dne 6. května 1945 v 16.00 vstoupily do Prahy první oddíly ROA. Začaly postupovat od Zličína na Ruzyň, k Motolu a do prostoru Štefánikových kasáren na Smíchově. Ke Štefánikovým kasárnám se jednotky ROA (průzkumný divizion) pod vedením majora Kostěnka dostaly v podvečer 6. května 1945.[3]

- Vlasovci přijeli na Smíchov se dvěma těžkými tanky, sedmi malými tanky, osmi auty s vojskem, zabavenými vozy z Řep a plamenometem. Velitelství Vlasovců se s 1. plukem usadilo v budově naproti Štefánikovým kasárnám. Hlavním jejich úkolem bylo hájit vltavské mosty.[4]

- Dne 7. května 1945 zde byli vyzbrojováni dobrovolníci z obcí na západ od Prahy a z Berouna, kteří následně odešli bojovat na Staroměstské náměstí a na Ovocný trh.[2]

- Dne 7. května 1945 večer vydal ze Štefánikových kasáren velitel 1. pěšího pluku 1. pěší divize VS KONR plukovník Andrej Dmitrijevič Archipov rozkaz ke stažení jednotek ROA na levý břeh Vltavy a k obraně pražských mostů.[2]

- Po odchodu Vlasovců hrála Štefánikova kasárna důležitou roli ve stabilizaci vojenské situace v jižních oblastech Velké Prahy především v regionech na levém břehu Vltavy – v tehdejším policejním úseku IV (Motol, Košíře, Jinonice, Hlubočepy, Malá Chuchle, Radlice, Smíchov, Malá Strana).[4]

- Komplex Hlavní pošty v Jindřišské ulici byl obsazen povstalci v sobotu odpoledne 5. května 1945. Následně byly přerušeny kabelové telefonní linky, které spojovaly německé úřady a vojenské opěrné body. V části budovy ale zůstala německá jednotka čítající asi 30 mužů. Následující den tj. v neděli 6. května 1945 se o budovu Hlavní pošty tvrdě bojovalo. Ve 3.00 dorazila posila z kasáren Jiřího z Poděbrad (z Náměstí republiky) a asi v 5.00 pak posila Vládního vojska ze Štefánikových kasáren. Do českých rukou se budova Hlavní pošty dostala během rána 6. května 1945. Kolem poledne 6. května 1945 dorazila další jednotka ze Štefánikových kasáren. Té se podařilo dobýt protější budovu, kde byl Hotel Palace. Další den, tj. v pondělí 7. května 1945 byla budova Hlavní pošty Němci soustavně ostřelována. Navíc během dopoledne téhož dne musela budova čelit i leteckému útoku. Díky dalším posilám ze Štefánikových kasáren se povstalecká obrana Hlavní pošty udržela a objekt byl k dispozici povstalcům až do konce Pražského povstání.[2]

- Na konci května 1945 bylo ve Štefánikových kasárnách registrováno 26 padlých, 32 raněných a 3 nezvěstní. Na celé Praze 5 to však podle pozdějších zpřesněných seznamů bylo celkem 375 obětí. Všechny lze v podstatě zahrnout do úseku Štefánikových kasáren.[4]